# Cory Witherill
Cory Witherill (Los Angeles, 17 de dezembro de 1971) é um automobilista norte-americano.
Pertencente ao povo Navajos, Whiterill, ao se classificar para as 500 Milhas de Indianápolis de 2001, entrou para a história como o primeiro piloto nativo-americano a disputar a tradicional prova. 
Com a derrocada que se sobressaiu na IRL, Whiterill abandonou seus planos de disputar mais provas da categoria, e passou a ser um "cigano" do automobilismo, tendo passado pela Indy Lights e até pela NASCAR, sem sucesso em nenhuma delas.

## Links
- Perfil de Cory Witherill